# Ébrard Ier (évêque)
Pour les articles homonymes, voir Ébrard.
Ébrard Ier ou Éverard, 22e évêque d'Uzès, épiscopat de 1139 à 1150.

## Chronologie
| 1139. | Dans les actes d'un concile tenu à Uzès, on trouve cinq évêques dont les noms ne sont indiqués que par des lettres initiales : G. d'Uzès entre autres. On croit cependant que ce prélat n'est autre qu'Ébrard, élu depuis peu comme successeur de Raymond Ier. Il assiste au concile de Latran. |
| 1144. | Il passe un traité avec Bermond Ier d'Uzès. |
| 1145. | Autre traité avec Rainon II du Caylar et Béatrice d'Uzès. |
| 1146. | Il fait donation aux chevaliers du Temple de certains fiefs qu'il possédait à Montfrin. |
| 1150. | Il meurt. Son épitaphe fut retrouvée vers 1645, dans les fondations de la cathédrale. Elle est rapportée dans la Gallia Christiana. |